# Ivanjski Vrh (Gornja Radgona, Slovenija)
Ivanjski Vrh je naselje u slovenskoj Općini Gornjoj Radgoni. Ivanjski Vrh se nalazi u pokrajini Štajerskoj i statističkoj regiji Pomurju. 

## Stanovništvo
Prema popisu stanovništva iz 2002. godine naselje je imalo 68 stanovnika.